# Ischnoptera peculiaris
Ischnoptera peculiaris es una especie de cucaracha del género Ischnoptera, familia Ectobiidae. Fue descrita científicamente por Rocha e Silva en 1973.
Habita en Brasil.